# Leintrey
Leintrey település Franciaországban, Meurthe-et-Moselle megyében. Lakosainak száma 149 fő (2022. január 1.). Leintrey Avricourt, Amenoncourt, Autrepierre, Emberménil, Gondrexon, Reillon, Remoncourt, Vého és Xousse községekkel határos.

## Népesség
A település népességének változása:
| Lakosok száma | 240  | 175  | 161  | 150  | 140  | 136  | 142  | 146  | 147  | 149  |
|               | 1968 | 1982 | 1990 | 2006 | 2013 | 2015 | 2017 | 2019 | 2020 | 2022 |